# پاناما (فیلم ۲۰۱۵)
پاناما (به انگلیسی: Panama) یک فیلم درام و عاشقانه صربستانی محصول سال ۲۰۱۵ به کارگردانی پاوله ووچکوویچ است. این فیلم برای نمایش در بخش نمایش‌های ویژه در جشنواره فیلم کن ۲۰۱۵ انتخاب شده‌است.

## داستان
این فیلم به تصویر می‌کشد که چگونه ارتباطات دیجیتال، پورنوگرافی، و غرور مانع از احساسات و عشق واقعی می‌شود.